# Суперкубок Йорданії з футболу 2016
Суперкубок Йорданії з футболу 2016  — 34-й розіграш турніру. Матч відбувся 29 липня 2016 року між чемпіоном Йорданії клубом Аль-Вахдат та володарем Кубка Йорданії клубом Аль-Аглі.
| Володар Суперкубка Йорданії 2016 |
| -------------------------------- |
|                                  |
| Аль-Аглі Перший титул            |

## Матч

### Деталі
| 29 липня 2016 20:00 (EEST) |

| Аль-Вахдат       | 1:2 | Аль-Аглі                 |
| ---------------- | --- | ------------------------ |
| Абдел-Фаттах 37' |     | Аль-Марді 13' Талджі 78' |

| Інтернаціональний стадіон, Амман Глядачів: 14 000 Арбітр: Адам Махадмех |